# Blanzac-Porcheresse
Blanzac-Porcheresse là một xã của tỉnh Charente, thuộc vùng Nouvelle-Aquitaine, tây nam nước Pháp.